# Death on Two Legs (Dedicated to...)
Death on Two Legs (Dedicated to...) é uma canção da banda britânica de rock Queen, sendo a faixa de abertura do seu quarto álbum de estúdio, de título A Night at the Opera. A canção foi escrita por Freddie Mercury e supostamente descreve seu ódio contra ex-empresário do Queen, Norman Sheffield, que é conhecido por ter maltratado a banda e abusado do seu papel administrativo entre 1972 e 1975.

## História
A canção é considerada uma "carta de ódio" de Mercury para o ex-empresário da banda, Norman Sheffield, incorporando uma vasta gama de letras ferozes, e descritas por Mercury como sendo "tão vingativas que Brian May se sentiu mal por ter cantado."
Embora a música nunca tenha feito uma referência direta a ele, ao ouvir uma reprodução da música no Trident Studios durante o tempo de lançamento do álbum, Sheffield ficou horrorizado e processou a banda e a gravadora por difamação que resultou em um acordo fora do tribunal, e isso mais tarde revelou ao público sua ligação com a música.
A canção foi regravada pela banda no álbum ao vivo Live Killers, de 1979.

## Ficha técnica
- Freddie Mercury - vocais e piano
- Brian May - guitarra e vocais
- John Deacon - baixo
- Roger Taylor - bateria e vocais